# Colonia Valle Verde, Morelos
Colonia Valle Verde är en ort i Mexiko.   Den ligger i kommunen Cuernavaca och delstaten Morelos, i den sydöstra delen av landet, 50 km söder om huvudstaden Mexico City. Colonia Valle Verde ligger 1 686 meter över havet och antalet invånare är 209.
Terrängen runt Colonia Valle Verde är kuperad åt sydväst, men åt nordost är den bergig. Terrängen runt Colonia Valle Verde sluttar söderut. Runt Colonia Valle Verde är det mycket tätbefolkat, med 1 463 invånare per kvadratkilometer. Närmaste större samhälle är Cuernavaca, 7,1 km sydväst om Colonia Valle Verde. I omgivningarna runt Colonia Valle Verde växer huvudsakligen savannskog.